# 嚴如熤
严如熤（1759年—1826年），字炳文，一字苏亭，号乐园。湖南溆浦人，清朝官员、地理学家。

## 生平
早年就读岳麓书院，精研天文、兵法。乾隆五十四年（1789年）优贡。乾隆六十年（1795年），參與鎮壓贵州苗族反清運動。嘉庆五年（1800年），举孝廉方正，廷试策論平定川、楚、陕三省方略，得到仁宗賞識，被拔擢为第一。次年，补陕西洵阳县知县，参与镇压白莲教。因軍功，歷升知州、汉中府知府。
嘉庆十三年（1808），如煜至汉中，劝农桑，教纺织，行区田法，兴办水利，先后修复褒城山河堰，城固五门、杨填二堰及其他百余小堰；又恢复汉南书院，并亲临讲授。如煜令行禁止，人心贴服，山南遂大定。道光元年（1821），升陕安道道台。前往勘察川、陕、楚三省边防。陕西巡抚卢坤，采纳如煜建议，上报朝廷批准，增设佛坪厅治于周至洋县界，增营汛于商州及略阳。如煜在汉中十余年不调，得成其南山镇抚之功。道光皇帝每论及封疆大吏之才，必首推如煜。道光五年（1825年），授贵州按察使，改陕西按察使，卒於任内。赠布政使。

如煜为人，性豪迈，去边幅，泊荣利，视之如田夫野老。喜研读舆图兵法，尝佐那彦成筹海防，有《洋防备览》；佐姜晟筹苗疆，有《苗防备览》；佐傅鼐筹屯田，有《屯防书》；又有《三省边防备览》、《汉江南北三省山内各图》、《汉南续修郡志》及《乐园诗文集》。《汉南续修郡志》，将康熙时滕天绶《汉中府志》续修成33卷，保存汉中史料甚多，至今犹传。
與陶澍友好。有子严芝。

## 延伸阅读
[在维基数据编辑]
 在维基文库阅读此作者作品
 《清史稿·卷361》，出自趙爾巽《清史稿》